# StoneBridge
StoneBridge est le pseudonyme du DJ et producteur suédois Sten Hallström.